# Вая Драганова
Вая Драганова (англ. Vaya Draganova; нар. 2003, Кюстендил, Болгарія) — болгарська гімнастка, що виступає в груповій першості. Чемпіонка Європи в командній першості.

## Результати на турнірах
| Рік  | Змагання         | Команда | ГП | 5 | 3 + 2 |
| ---- | ---------------- | ------- | -- | - | ----- |
| 2022 | Чемпіонат Європи | 1       | 4  | 4 | 6     |